# Tropidechis carinatus
Genre
Espèce
Synonymes
- Hoplocephalus carinatus Krefft, 1863
- Tropidechis sadlieri Hoser, 1863

Tropidechis carinatus est une espèce de serpents de la famille des Elapidae.

## Répartition
Cette espèce est endémique d'Australie. Elle se rencontre dans l'est du Queensland et dans le Nord-Est de la Nouvelle-Galles du Sud.

## Description
C'est un serpent venimeux et vivipare.

## Publications originales
- Günther, 1863 : Third account of new species of snakes in the collection of the British Museum. Annals and magazine of natural history, sér. 3, vol. 12, p. 348-365 (texte intégral).
- Krefft, 1863 : Description of a new species of Hoplocephalus with keeled scales. Annals and Magazine of Natural History, sér. 3, vol. 12, p. 403-404 (texte intégral).